# Shangchuan
Shangchuan (kinesiska: 上川) är en köping i nordvästra Kina. Det ligger i Yongdeng härad i provinshuvudstaden Lanzhou i provinsen Gansu,  omkring 78 kilometer norr om centrala Lanzhou. Antalet invånare är 19186. Befolkningen består av 9 751 kvinnor och 9 435 män. Barn under 15 år utgör 18,0 %, vuxna 15-64 år 71 %, och äldre över 65 år 9,0 %.